# 앤드류 레비타스

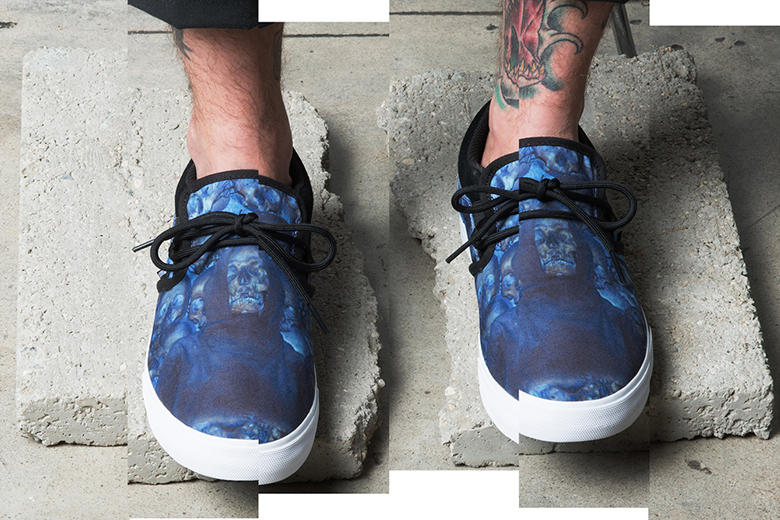

앤드류 레비타스(Andrew Levitas, 1977년 9월 4일 ~ )는 미국의 배우, 영화 프로듀서, 영화 감독, 화가이다.
뉴욕에서 태어났다.

## 영화
- 미나마타 (2020년)
- 조지타운 (2018년)
- 화이트 크로우 (2018년)
- 룰라바이 (2014년)
- 아트 오브 겟팅 바이 (2011년)
- 홀리 롤러스 (2010년)
- 더 박스 (2009년)
- 뷰티 샵 (2005년)
- 헬벤트 (2004년) - 체즈 역
- 싸이코 비치 파티 (2000년)
- 더 낸니 (1993년) - 마이클 역